# 索馬里民主共和國
索马里民主共和国（al-Jumhūrīyah ad-Dīmuqrāṭīyah aṣ-Ṣūmālīyah）是索马里历史上的一个社会主义政权，存在于1969年－1991年。1969年，索马里第二任总统阿卜迪拉希德·阿里·舍马克被他的一个私人保镖暗杀后。数日，穆罕默德·西亚德·巴雷少将在一场不流血政变取得政权，建立索马里民主共和国，自任索马里总统兼最高革命委员会主席。1979年，建立索马里革命社会主义党，实行一党专政。西亚德统治索马里长达21年，直到1991年初索马里内战爆发。

## 施政
索马里民主共和国奉行“科学社会主义”，反对部族主义，为索马里语创造了基于拉丁字母的文字，对外推动“大索马里”，对同属社会主义国家的邻国埃塞俄比亚发动欧加登战争，随后失败。區域發展上忽略北部，甚至在1988年對北部城鎮進行武力掃蕩，殺死超過20萬住在北部的「伊薩克部族」，族群衝突導致整個索馬利亞陷入內戰，索馬利亞民主共和國也是迄今最近一個能實際統治索馬利亞全境的政權。